# Хорольский, Евгений Валерьевич
Евгений Валерьевич Хорольский (укр. Євген Валерійович Хорольский; род. 31 июля 1988, Днепропетровск) — украинский футболист, полузащитник.

## Биография
Родился в городе Днепропетровск. Выступал за клубы первой и второй лиги Украины, в высшей лиге Молдавии играл за команду «Олимпия» (Бельцы), в составе которой принимал участие в матчах Лиги Европы УЕФА сезона 2010/2011. В коллективе он играл с группой украинских футболистов (Николаем Глегой, Сергеем Чапко, Николаем Збарахом, Владимиром Дронем, Виталием Базаном и др.).
Выступал в низших лигах Польши, за команды «Езёрак» (Илава), «Омега» (Стары-Замость), «Орлента» (Радзынь-Подляский) и команду немецкой Оберлиги «Хюртюркель».